# 圣皮埃尔蒙
圣皮埃尔蒙（法語：Saint-Pierremont，法語發音：[sɛ̃ pjɛʁmɔ̃] ⓘ）是法国大東部大區孚日省的一个市镇，属于埃皮纳勒区。

## 地理
圣皮埃尔蒙（48°26'16"N, 6°34'36"E）面积5.51 平方千米，位于法国大東部大區孚日省，该省份为法国东北部内陆省份，北起默兹省和默尔特-摩泽尔省，西接上马恩省，南至上索恩省和贝尔福地区省，东临上莱茵省和下莱茵省。
与圣皮埃尔蒙接壤的市镇（或旧市镇、城区）包括：马涅尔、栋塔伊、克萨费维莱尔。

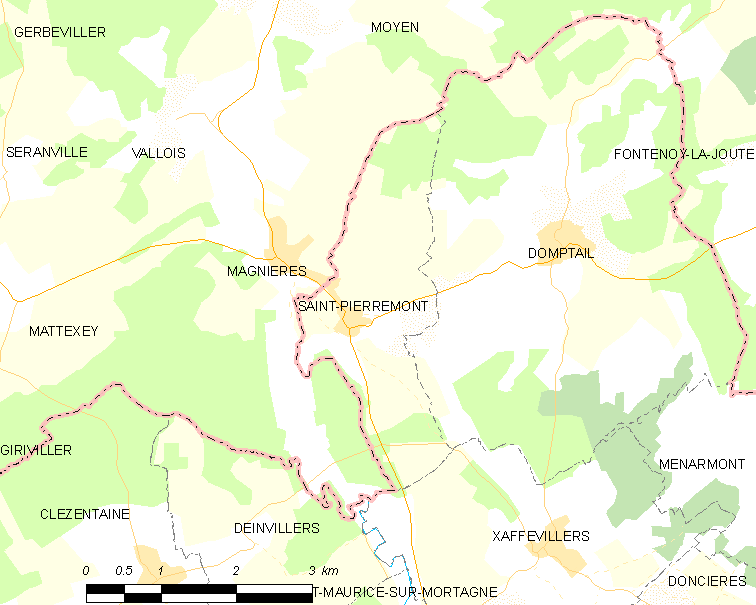
圣皮埃尔蒙的OSM定位图

圣皮埃尔蒙的时区为UTC+01:00、UTC+02:00（夏令时）。

## 行政
圣皮埃尔蒙的邮政编码为88700，INSEE市镇编码为88432。

## 政治
圣皮埃尔蒙所属的省级选区为拉翁莱塔普县。

## 人口

1962-2008年间圣皮埃尔蒙人口变化图示

圣皮埃尔蒙于2022年1月1日时的人口数量为153人。